# Juncal (San Sebastián)
Juncal es un barrio ubicado en el municipio de San Sebastián en el estado libre asociado de Puerto Rico. En el Censo de 2010 tenía una población de 1.926 habitantes y una densidad poblacional de 225,34 personas por km².

## Geografía
Juncal se encuentra ubicado en las coordenadas 18°18′31″N 66°55′13″O / 18.30861, -66.92028. Según la Oficina del Censo de los Estados Unidos, Juncal tiene una superficie total de 8.55 km², de la cual 8.55 km² corresponden a tierra firme y (0%) 0 km² es agua.

## Demografía
Según el censo de 2010, había 1.926 personas residiendo en Juncal. La densidad de población era de 225,34 hab./km². De los 1.926 habitantes, Juncal estaba compuesto por el 88.16% blancos, el 2.23% eran afroamericanos, el 0.05% eran amerindios, el 7.22% eran de otras razas y el 2.34% pertenecían a dos o más razas. Del total de la población el 99.84% eran hispanos o latinos de cualquier raza.